# George Harrison Shull
George Harrison Shull (15 avril 1874 - 28 septembre 1954) est un phytogénéticien américain .

## Biographie
Il est né dans une ferme du comté de Clark, dans l'Ohio, et est le frère cadet du botanique et sélectionneur de plantes J. Marion Shull. Il est diplômé de l'Antioch College en 1901 et de l'Université de Chicago (Ph.D.) en 1904, est expert botanique au Bureau of Plant Industry en 1903-04, et ensuite enquêteur botanique de la Carnegie Institution à la Station for Experimental Evolution, Cold Spring Harbor, accordant une attention particulière aux résultats des travaux de Luther Burbank.
Shull joue un rôle important dans le développement du maïs hybride (aux États-Unis, populairement «maïs») qui a un grand impact sur l'agriculture mondiale. En tant que généticien, Shull travaille avec des plants de maïs. Il s'intéresse aux races pures, non pas pour leur valeur économique, mais pour ses expériences en génétique. Il produit des races de maïs de souche pure et croise ces souches. La progéniture hybride des races pures maladives est vigoureuse et prévisible.
En bref, un maïs économique idéal résulte d'un projet motivé uniquement pour faire avancer la science. Pour ses travaux sur le maïs, Shull reçoit la Médaille du bien-être public de l'Académie nationale des sciences en 1948.
Il décrit également l'hétérosis chez le maïs en 1908 (le terme hétérosis est inventé par Shull en 1914) et fait un certain nombre d'autres découvertes clés dans le domaine émergent de la génétique. Shull est le fondateur de la revue scientifique Genetics.
Shull épouse Ella Amanda Hollar en juillet 1906. Une fille, Elizabeth Ellen, née le 8 mai 1907, n'a pas survécu à sa naissance. Ella est décédée deux semaines plus tard . Tous sont enterrés à Santa Rosa, en Californie, dans le cimetière Odd Fellows Lawn. Shull épouse Mary Julia Nicholl le 26 août 1909. Lui et sa seconde épouse ont six enfants (John Shull, Georgia Shull Vandersloot, Frederick Shull, David Shull, Barbara Shull Miller et Harrison Shull). Son fils Harrison Shull (1923-2003), est également un scientifique distingué, spécialisé dans la mécanique quantique des spectres électroniques de petites molécules.
Shull est décédé à Princeton le 28 septembre 1954. Ses cendres sont enterrées à Santa Rosa, en Californie, où sa première femme est enterrée. Les restes de sa seconde épouse y sont également enterrés douze ans plus tard,.